# Terebratulina cumingi
Terebratulina cumingi is een soort in de taxonomische indeling van de armpotigen. De armpotige is een vastzittend dier met een tweekleppige schelp. Het voedingsapparaat van het dier is een lofofoor, een ring met daarop holle tentakels. Op die lofofoor zitten cilia, kleine zweephaartjes, waarmee een waterstroom naar de mond opgewekt wordt.
De armpotige behoort tot het geslacht Terebratulina en behoort tot de familie Cancellothyrididae. De wetenschappelijke naam van de soort werd voor het eerst geldig gepubliceerd in 1852 door Davidson.